# Woonboerderij (Hoogmade)

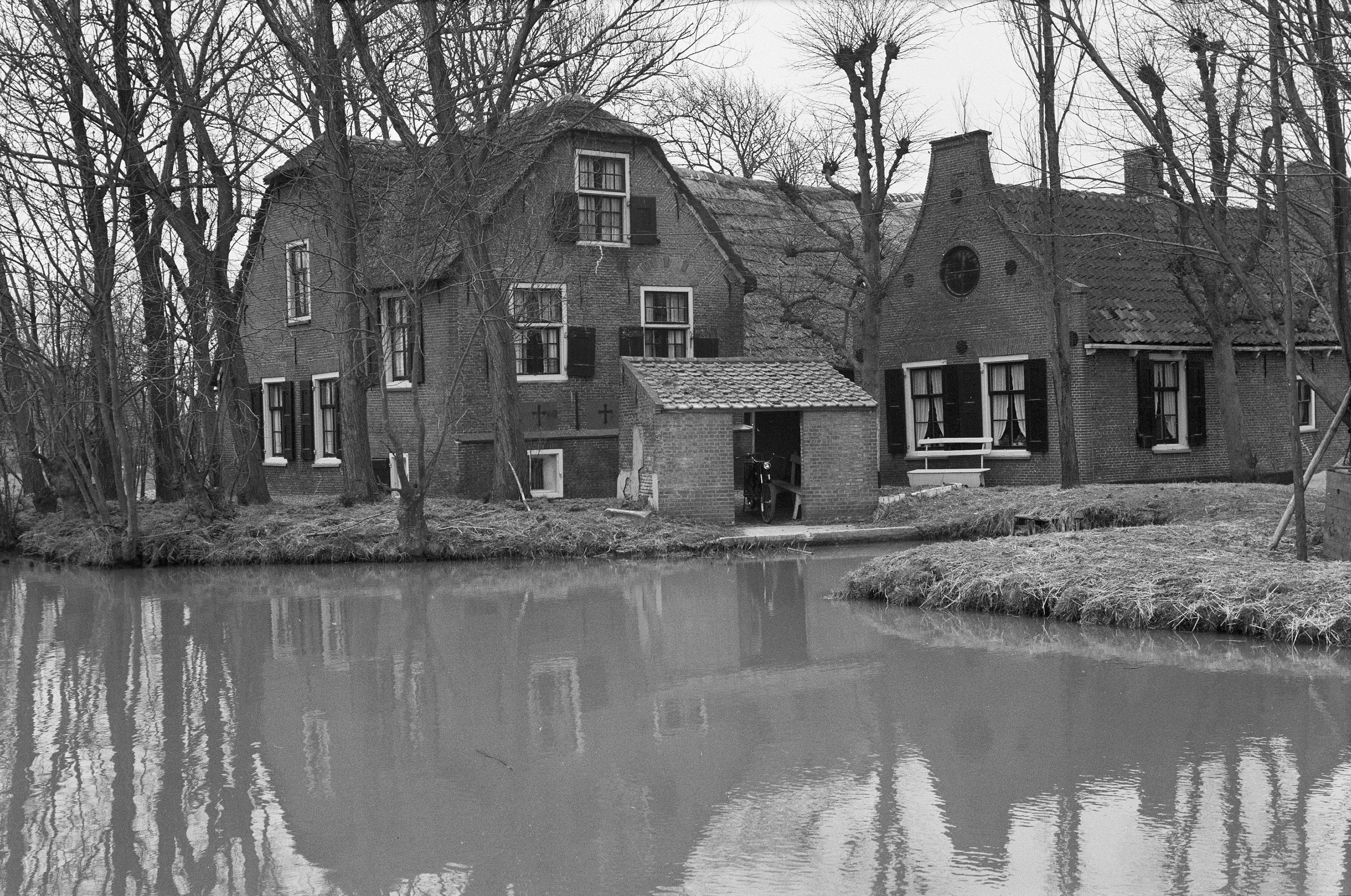
De boerderij op zijn oorspronkelijke plek in Hoogmade in 1959

De Woonboerderij uit Hoogmade is een krukhuisboerderij in het Nederlands Openluchtmuseum. Vroeger stond deze boerderij in het Zuid-Hollandse dorp Hoogmade.

## Geschiedenis
Omstreeks 1600 werd de boerderij in Hoogmade aan de Boskade gebouwd. Door de jaren heen is deze meerdere malen verbouwd. Aan het eind van de 18e eeuw werd er een zomerhuis aan de boerderij toegevoegd. Hierin woonde de familie in de zomer, als de boerderij zelf gebruikt werd voor kaasproductie.
In 1974 werd de snelweg A4 aangelegd over het land. Toen het ruilverkavelingsplan niet doorging besloot de boer het bedrijf te beëindigen. De boerderij met zomerhuis werd verkocht en verbouwd tot twee woningen.
In de jaren negentig werd besloten tot de aanleg van de HSL-zuid. Het toekomstig tracé zou dwars door de boerderij gaan en de boerderij zou gesloopt moeten worden. De toenmalige eigenaar Cees van Leeuwen had daarom plannen om zijn boerderij enkele honderden meters te verplaatsen en had delen van het 17e-eeuwse interieur verwijderd.

## Museum
Uiteindelijk werd besloten de boerderij over te plaatsen naar het Nederlands Openluchtmuseum te Arnhem om een tijdsbeeld te geven van een woonboerderij uit 2002. De boerderij werd in 38 stukken gezaagd, als groot bouwpakket naar het museumterrein in Arnhem gereden, en daar weer in elkaar gezet. De buitenmuren zijn een geheel gebleven en daardoor bleven fraaie details en bouwfouten gespaard. De binnenmuren gingen echter verloren.
In het museum is de boerderij ingericht anno 2002, het jaar waarin de laatste bewoners vertrokken.